# Kabinett Milbradt I
Das Kabinett Milbradt I bildete von 2002 bis 2004 die Sächsische Staatsregierung. Nachdem der seit 1990 amtierende Sächsische Ministerpräsident Kurt Biedenkopf seinen Rücktritt zum 17. April 2002 erklärt hatte, wählte der Sächsische Landtag den Vorsitzenden der CDU Sachsen und früheren Finanzminister Georg Milbradt am 18. April 2002 zu dessen Nachfolger. Auf ihn entfielen 72 Stimmen und damit vier Stimmen weniger, als die CDU-Landtagsfraktion an Abgeordneten zählte.
Am 2. Mai 2002 ernannte Milbradt die Mitglieder seiner Staatsregierung. Im Vergleich zum vorherigen Kabinett wurde die neue Regierung um zwei Ministerposten reduziert: Für den weiterhin in der Sächsischen Staatskanzlei angesiedelten Geschäftsbereich „Bundes- und Europaangelegenheiten“ wurde kein eigener Staatsminister mehr berufen und der zuvor von einer Staatsministerin in der Staatskanzlei verantwortete Bereich „Gleichstellung“ wurde ins Sozialministerium eingegliedert.
Mit dem Zusammentritt des 4. Landtags am 19. Oktober 2004 endete gemäß Artikel 68 Absatz 2 der Verfassung des Freistaats Sachsen die Amtszeit der Staatsregierung. Bis zur Amtsübernahme des neuen, ebenfalls von Georg Milbradt gebildeten Kabinetts Milbradt II am 11. November 2004 nahmen die Regierungsmitglieder ihre Ämter geschäftsführend wahr.

## Mitglieder der Staatsregierung
| Amt                                          | Name                                                               | Partei | Partei |
| -------------------------------------------- | ------------------------------------------------------------------ | ------ | ------ |
| Ministerpräsident                            | Georg Milbradt                                                     |        | CDU    |
| Stellvertreter des Ministerpräsidenten       | Karl Mannsfeld                                                     |        | CDU    |
| Staatsminister für Kultus                    | Karl Mannsfeld                                                     |        | CDU    |
| Staatsminister des Innern                    | Horst Rasch                                                        |        | CDU    |
| Staatsminister der Finanzen                  | Horst Metz                                                         |        | CDU    |
| Staatsminister der Justiz                    | Thomas de Maizière                                                 |        | CDU    |
| Staatsminister für Wissenschaft und Kunst    | Matthias Rößler                                                    |        | CDU    |
| Staatsminister für Wirtschaft und Arbeit     | Martin Gillo                                                       |        | CDU 1  |
| Staatsministerin für Soziales                | Christine Weber (bis 18. Juni 2003) Helma Orosz (ab 10. Juli 2003) |        | CDU    |
| Staatsminister für Umwelt und Landwirtschaft | Steffen Flath                                                      |        | CDU    |
| Staatsminister und Chef der Staatskanzlei    | Stanislaw Tillich                                                  |        | CDU    |